# Nell - Rinnegata
Nell - Rinnegata (Renegade Nell) è una miniserie televisiva britannica ideata e scritta da Sally Wainwright. Vede come protagonista Louisa Harland e ha debuttato il 29 marzo 2024 su Disney+.

## Trama
Inghilterra, 1705. Nell Jackson viene accusata di omicidio ed è costretta a fuggire con le sue due sorelle minori, Roxanne e George. Diventa così una fuorilegge per sopravvivere, ma con l'aiuto del suo complice, un folletto chiamato Billy Blind, Nell si rende conto che il destino l'ha messa dalla parte sbagliata della legge per un motivo: ostacolare una congiura magica contro la regina Anna.

## Puntate
| nº | Titolo originale              | Titolo italiano                | Pubblicazione |
| -- | ----------------------------- | ------------------------------ | ------------- |
| 1  | Don't Call Me Nelly           | Non chiamarmi Nelly            | 29 marzo 2024 |
| 2  | Track Well Less Trod          | Strade sconosciute             | 29 marzo 2024 |
| 3  | A Private Joke with the Queen | Uno scherzo tra me e la regina | 29 marzo 2024 |
| 4  | Devil's Dung                  | Lo sterco del diavolo          | 29 marzo 2024 |
| 5  | Excuse Me, I'm a Doctor       | Scusate, io sono un medico     | 29 marzo 2024 |
| 6  | Snatched by Strollers         | Attacco alla regina            | 29 marzo 2024 |
| 7  | Stop Printing This Muck       | Bugie, bugie, bugie            | 29 marzo 2024 |
| 8  | Not Some Cheap Trick          | Missione di salvataggio        | 29 marzo 2024 |

## Personaggi e interpreti

### Principali
- Nell Trotter Jackson, interpretata da Louisa Harland, doppiata da Giulia Catania.
Giovane vedova di guerra che ritorna dalla sua famiglia a Tottenham dopo la morte del marito.
- Isambard Tulley / Charles Devereux, interpretato da Frank Dillane, doppiato da Davide Perino.
Fuorilegge e bandito che si finge un giovane nobile caduto in disgrazia.
- Sofia Blancheford Wilmot, interpretata da Alice Kremelberg, doppiata da Virginia Brunetti.
Giovane vedova, sorella di Thomas. Copre suo fratello vero assassino di loro padre, ma di cui accusa Nell nonostante sia stata testimone del contrario, affinché l'eredità della loro famiglia Ono vada un lontano parente. Affascinata da ciò che ha visto fare a Nell implora Poynton di insegnarle tutto ciò che sa sulle arti oscure.
- Rasselas / Amadin, interpretato da Enyi Okoronkwo, doppiato da Manuel Meli.
Schiavo acquistato da Lord Blancheford che lavora come stalliere presso la sua tenuta. In seguito viaggia insieme a Nell e alle sue sorelle dopo la morte del loro padre.
- Thomas Blancheford, interpretato da Jake Dunn, doppiato da Riccardo Suarez.
Fratello di Sofia, a causa dei debiti accumulati spara al padre per ottenere la sua eredità e incolpa Nell dell'omicidio. Tuttavia dopo l'omicidio di suo padre è costantemente perseguitato dalla visione di lui.
- Roxanne "Roxy" Trotter, interpretata da Bo Bragason, doppiata da Chiara Fabiano.
Sorella adolescente di Nell e George. È la prima a notare la misteriosa figura di Billy Blind che aleggia attorno a Nell quando combatte. È in grado di utilizzare la magia.
- Giorgina "George" Trotter, interpretata da Florence Keen, doppiata da Sofia Fronzi.
Sorella minore di Nell e Roxy. Sa leggere ma è miope e necessita di occhiali.
- Billy Blind, interpretato da Nick Mohammed, doppiato da Simone Crisari.
Spiritello che protegge Nell introducendosi nel suo corpo quando si trova in pericolo dandole un'abilità nel combattimento e una forza fuori dal comune.
- Robert Hennessey, conte di Poynton, interpretato da Adrian Lester, doppiato da Fabrizio Vidale.
Politico nel consiglio della corona, giacobita e potente stregone che pratica la magia oscura.
- Lady Eularia Moggerhangar, interpretata da Joely Richardson, doppiata da Roberta Greganti.
Vedova di Xerxes, figlia di Random Tattle, magnate della carta stampata, e fidanzata di Charles.

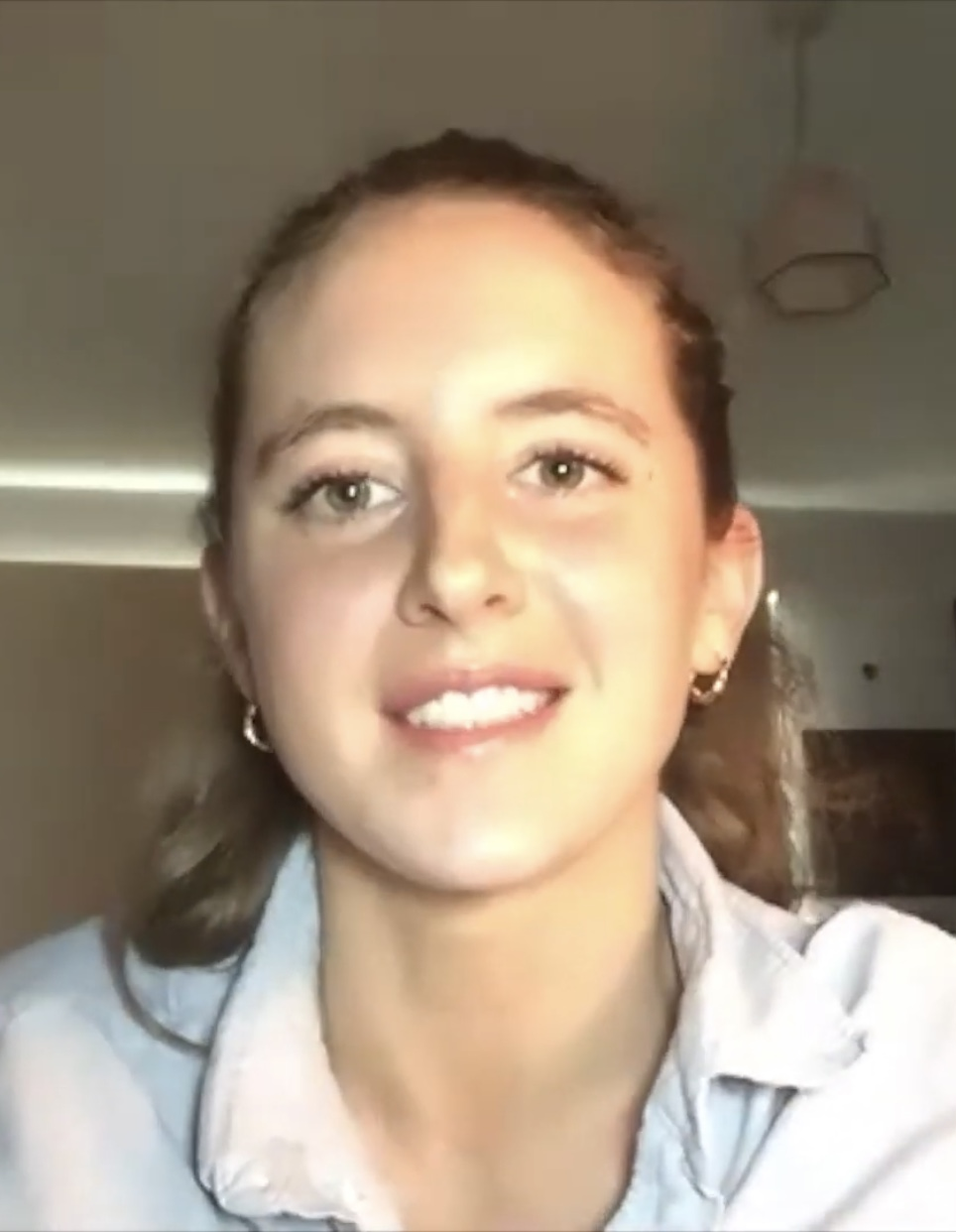
Louisa Harland
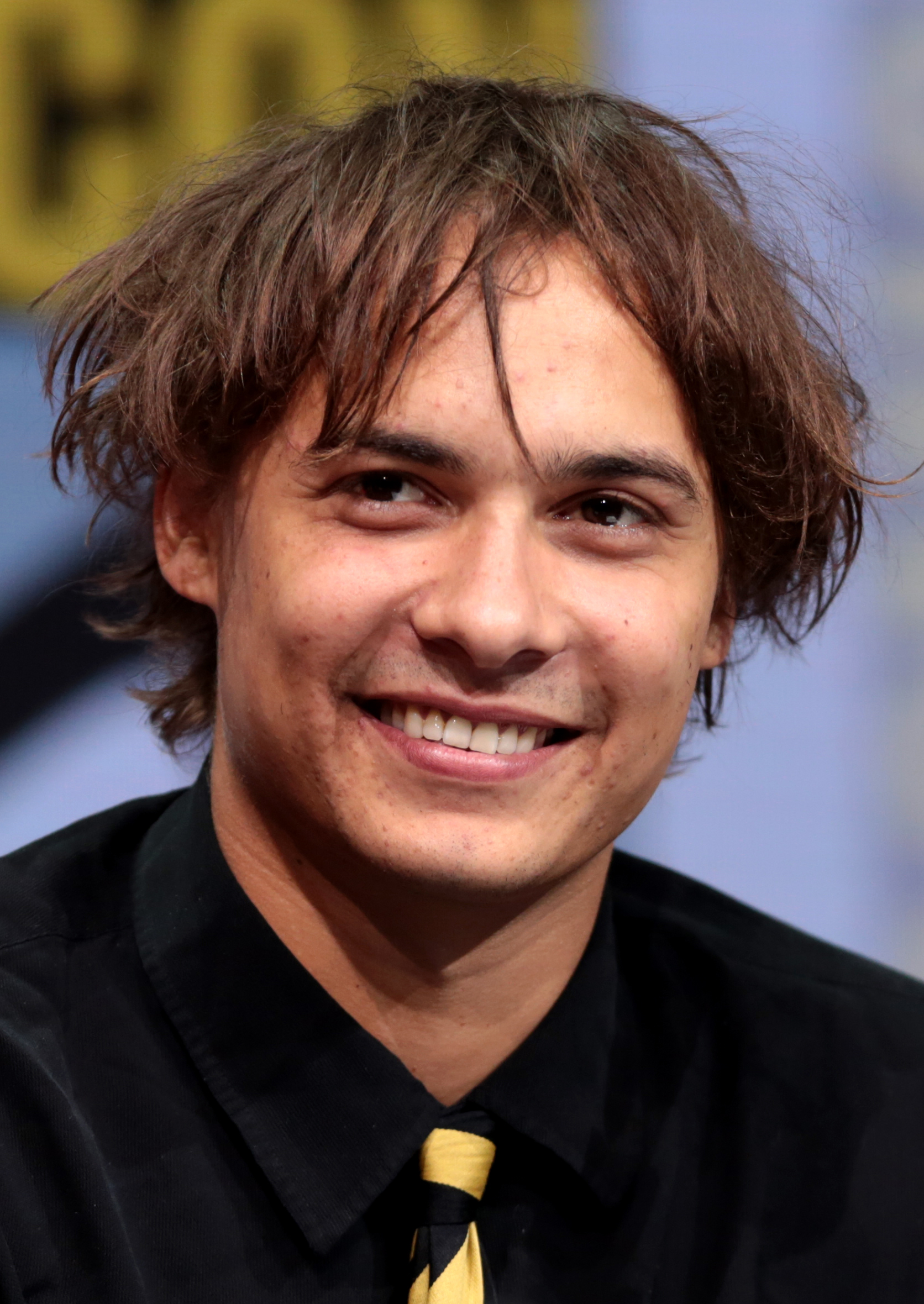
Frank Dillane
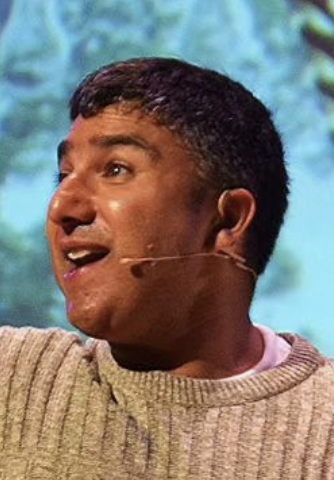
Nick Mohammed
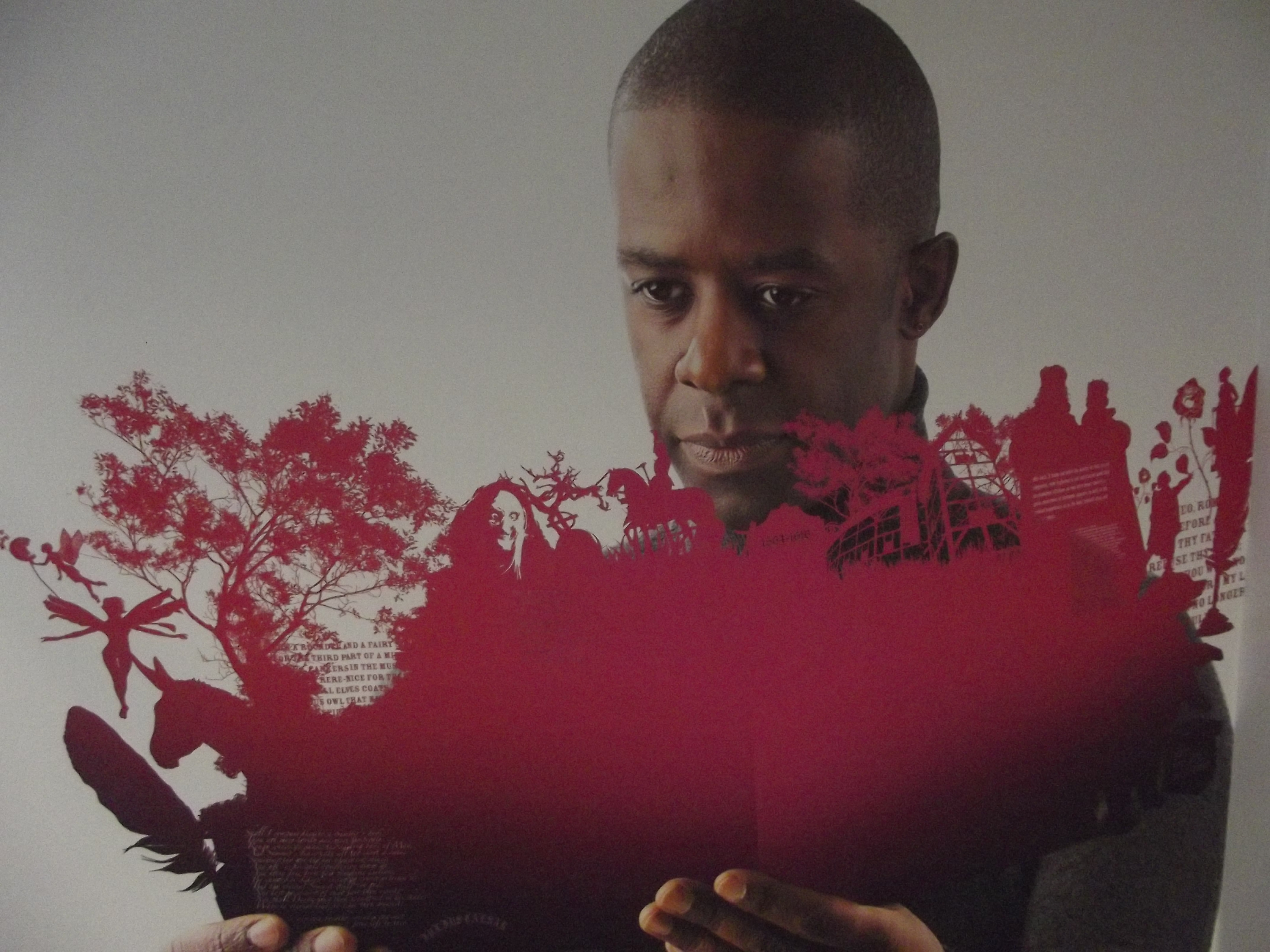
Adrian Lester
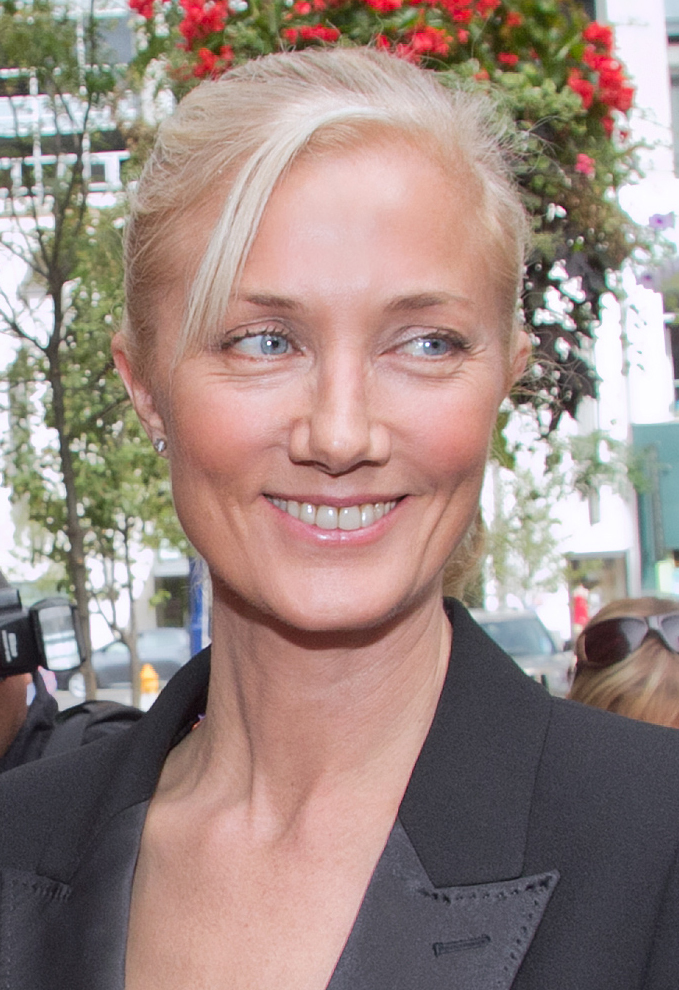
Joely Richardson

### Ricorrenti
- Lord Blancheford, interpretato da Pip Torrens, doppiato da Luca Biagini.
Magistrato di Tottenham e padre di Thomas e Sofia.
- Regina Anna, interpretata da Jodhi May, doppiata da Francesca Manicone.
Regina di Gran Bretagna.
- Capitano Jarrold, interpretato da Joe Dixon, doppiato da Stefano Thermes.
Mercenario pagato da Sofia per pedinare Nell.
- Polly Honeycombe, interpretata da Ashna Rabheru, doppiata da Lucrezia Marricchi.
Giovane aristocratica che viene derubata da Nell mentre viaggia in carrozza. In seguito viene rapita da Japhia che la scambia per Roxy.
- Valerian, interpretato da Iz Hesketh, doppiato da Michele Botrugno.
Assistente di Lady Eularia.

### Guest
- Sam Trotter, interpretato da Craig Parkinson, doppiato da Massimo Bitossi.
Padre vedovo di Nell, Roxy e George e proprietario del pub Talbot.
- Henry Tuplow, interpretato da Art Malik, doppiato da Ennio Coltorti.
Chirurgo che salva la vita di George.
- Jack Trotter, interpretato da Daniel Rigby, doppiato da Nanni Baldini.
Fratello di Sam e zio di Nell, Roxy e George.
- Japhia, interpretato da Ryan Gage, doppiato da Daniele Giuliani.
Attore di una compagnia itinerante che rapisce George e Polly per ottenere i riscatti.
- Sylvanus Urban, interpretato da Mark Heap, doppiato da Alessio Cigliano.
Direttore nella redazione dei quotidiani di proprietà di Lady Eularia.
- Signora Miller, interpretata da Ruth Madeley, doppiata da Gemma Donati.
Nobildonna che accusa Charles in tribunale di essere un giacobita e un alleato dei francesi.

## Produzione
Nell'aprile 2021 è stato annunciato che Disney+ aveva acquisito i diritti per produrre la serie dalla sceneggiatrice Sally Wainwright. Faith Penhale, Will Johnston, Louise Mutter e Johanna Deveraux sono i produttori esecutivi mentre Jon Jennings e Stella Merz i produttori.

### Casting
Nell'agosto 2022 Louisa Harland, Nick Mohammed, Joely Richardson e Adrian Lester sono stati annunciati come parte del cast della serie.

### Riprese
La lavorazione è iniziata nell'aprile 2022 a Londra ed è proseguita per nove mesi. Richardson è stata avvistata in abiti di scena a Oxford nell'ottobre seguente. Altri luoghi delle riprese includono Hampton Court Palace, Bourne Wood a Farnham, Rousham House e l'Old Royal Naval College.

## Distribuzione
La miniserie è stata interamente distribuita sulla piattaforma streaming Disney+ il 29 marzo 2024.

### Edizione italiana
La direzione del doppiaggio è a cura di Giulia Catania, su dialoghi di Alessia La Monica e Myriam Catania, per conto di Pumais Due.

## Accoglienza

### Critica
La miniserie ha ricevuto recensioni positive dalla critica. Rotten Tomatoes riporta l'84% delle recensioni professionali positive basato su 25 critiche. Il consenso critico del sito web indica: «Nell - Rinnegata ha un'eroina di valore che parteggia per Louisa Harland, e anche se stranamente rende indistinto il confine tra l'ideale per le famiglie e il tagliente, fa una coraggiosa prima impressione.» Metacritic, invece, ha assegnato un punteggio di 69 su 100 basato su 12 recensioni, indicando "recensioni generalmente favorevoli".
Anita Singh del Daily Telegraph ha affermato "Harland sostiene l’intera serie ed è sensazionale.» Lucy Mangan del Guardian ha assegnato alla miniserie quattro stelle the e ha descritto Harland «fantastica». Per Fiona Sturges del Financial Times la miniserie rappresenta un «voltafaccia di grande stile» per Wainwright, ma questa «è davvero la serie di Harland».

## Riconoscimenti
- 2024 – Television Critics Association Award[14]
  - Candidatura alla miglior serie per famiglie